# Cyrtodactylus timur
Espèce
Cyrtodactylus timur est une espèce de geckos de la famille des Gekkonidae.

## Répartition
Cette espèce est endémique du Terengganu en Malaisie péninsulaire.
Elle se rencontre à Punca Air sur le Gunung Tebu.

## Étymologie
Son nom d'espèce lui a été donné en référence au lieu de sa découverte, le Banjaran Timur.

## Publication originale
- Grismer, Wood, Anuar, Quah, Muin, Mohamed, Onn, Sumarli, Loredo & Heinz, 2014 : The phylogenetic relationships of three new species of the Cyrtodactylus pulchellus complex (Squamata: Gekkonidae) from poorly explored regions in northeastern Peninsular Malaysia. Zootaxa, no 3786 (3), p. 359–381.